# Gran Orient de Catalunya
El Gran Orient de Catalunya és una obediència maçònica regular amb implantació a tot Catalunya, i amb vocació pancatalanista i catalanista. Fou fundada a Barcelona l'any 1989, a fi de crear una potència maçònica a l'àmbit català, que segueix el Ritu Escocès Antic i Acceptat. Amb el temps ha aconseguit de tenir fins a onze respectables lògies al territori: tres a Barcelona, una a Girona, una a Figueres, una a Lleida, una a Granollers, tres a Perpinyà i una a Estocolm. Actualment el Gran Mestre de l'obediència és Antoni Bou i Miàs.
El GOC va presentar la seva pròpia editorial el 2023, des d'on difondre la cultura maçònica en català. El primer llibre publicat fou un Recull de termes maçònics per al primer grau del Ritu Escocès Antic i Acceptat.